# مارثا ماكفي
مارثا ماكفي (بالإنجليزية: Martha McPhee)‏‏ (1965 - ) روائية من الولايات المتحدة.

## الجوائز
- زمالة غوغنهايم